# João Soares da Mota Neto
João Soares da Mota Neto, conosciuto anche come Mota (Fortaleza, 21 novembre 1980), è un ex calciatore brasiliano, di ruolo attaccante.

## Carriera
Mota ha iniziato la sua carriera con il Ceará nel 1998, è poi andato a giocare in Spagna con il Maiorca B dal 1999 al 2000. Tuttavia, nel 2000, Mota è tornato in Brasile e ha collezionato 32 presenze in campionato per il Cruzeiro. Nel 2004 parte per l'estremo Oriente, dove ha giocato nella K-League per i Chunnam Dragons, vincendo il titolo di capocannoniere con 14 gol.
Nei primi mesi del 2005 Mota viene ingaggiato dallo Sporting Lisbona, quindi, finita la stagione portoghese, ritorna nella K-League nel mese di luglio. Ha giocato per il Seongnam Ilhwa Chunma dal 2005 al 2009.

## Palmarès

### Individuale
- Capocannoniere della K-League: 1

2004
- Capocannoniere dell'AFC Champions League: 1

2007